# Буданов, Пётр Петрович
Пётр Петрович Буданов (1920—2005) — советский альпинист, многократный победитель и призёр чемпионатов СССР по альпинизму, заслуженный мастер спорта СССР (1970), заслуженный тренер СССР (1965).

## Биография
Пётр Буданов родился 15 июля 1920 года в Петрограде (по другим данным — в Московской области; иногда указывается деревня Поповичи Старожиловского района, ныне в составе Рязанской области). Сведений о его отце не сохранилось, а мать была убита бандитами, когда ему было полтора года. После этого жил у своей тёти и взял её фамилию, некоторое время воспитывался в детском доме. Окончил конно-спортивную школу, а в 1939 году записался добровольцем в лыжный отряд для участия в советско-финской войне, но в боевых действиях принять участие не удалось. Перед войной работал в артели «Медбытремонт».
После начала Великой Отечественной войны Пётр Буданов был на фронте, служил в составе 25-й кавалерийской дивизии, которая совершала рейды по тылам противника. В ноябре 1941 года попал в плен. После побега из плена попал к партизанам, был направлен в оккупированный Витебск, там попал в тюрьму, откуда опять удалось бежать. С эшелоном остарбайтеров добрался до Германии, где был пойман и направлен в концентрационный лагерь Дахау. В 1943 году был переведён в Зольгау — филиал Дахау, откуда ему опять удалось бежать. В 1944 году был пойман и оказался опять в Дахау, где, как беглец, был помещён в штрафной барак. В 1945 году был в колонне заключённых, которую фашисты собирались уничтожить, но им удалось перебежать на территорию, контролируемую американскими войсками. После окончания военных действий был отправлен в СССР. Всего за время Великой Отечественной войны Буданову четыре раза удавалось сбежать из фашистского плена.
После возвращения в СССР Пётр Буданов сначала лечился в военном госпитале в Ленинграде, а затем работал в военном распределителе на реке Мойке. После демобилизации вернулся на работу в мастерскую бытовой техники. В 1948 году получил путёвку в альпинистский лагерь «Шхельда», где его первыми инструкторами альпинизма были Густав Деберль и Михаил Ануфриков.
В начале 1950-х годов Буданов стал членом альпинистской команды общества «Спартак», которой в то время руководил Виталий Абалаков. Вместе с этой командой он участвовал в ряде восхождений высшей категории сложности, в результате чего в 1954—1968 годах он стал пятикратным победителем чемпионатов СССР по альпинизму. Кроме этого, Буданов четыре раза завоёвывал серебряные медали чемпионата и один раз — бронзовую. Он стал одним из первых покорителей всех гор-семитысячников СССР — в 1968 году ему был выдан жетон «Снежный барс» за номером 5. В 1956 году он стал мастером спорта СССР, в 1965 году — заслуженным тренером СССР, а в 1970 году ему было присвоено звание заслуженного мастера спорта.
Начиная с 1971 года, Пётр Буданов был тренером всесоюзной команды саночников. Он активно занимался развитием этого вида спорта в Ленинграде — в частности, принимал участие в организации строительства саночной базы и трассы в Токсово. Он также занимался промышленным альпинизмом и принимал участие в реставрации и покраске известных архитектурных сооружений Ленинграда — поднимался на купола Исаакиевского собора и Никольского морского собора, шпили Петропавловской крепости и здания Нахимовского училища, а также эстакаду здания высоковольтной лаборатории у Гражданского проспекта.
Был награждён орденом Славы III степени (27 января 1958 года), орденом Отечественной войны II степени (6 апреля 1985 года), медалью «За отвагу».
Пётр Буданов скончался 11 ноября 2005 года, похоронен на кладбище в Токсово.

## Спортивные достижения

### Чемпионаты СССР по альпинизму
Данные приведены в соответствии с информацией из книги П. С. Рототаева.
- 1954 год —  1-е место (класс траверсов), траверс вершин массивов Чатынтау — Ушбы — Мазери, в группе под руководством Ивана Леонова («Спартак»), в которую также входили Виктор Рубанов, Шакир Тенишев, Владимир Мартынов и Фарид Улумбеков.
- 1955 год —  2-е место (технический класс), восхождение на вершину Сандал по северному гребню, в группе под руководством Владимира Кизеля («Спартак»), в которую также входили Яков Аркин, Курбан Гаджиев, Ростислав Давыдов и Фарид Улумбеков.
- 1955 год —  2-е место (класс траверсов), траверс вершин Музджилга — Сандал, в группе под руководством Виталия Абалакова («Спартак»), в которую также входили Михаил Ануфриков, Валентина Чередова, Виктор Буслаев, Лев Филимонов, Анатолий Сысоев и Фарид Улумбеков.
- 1956 год —  1-е место (высотный класс), восхождение на пик Победы по северному склону, в объединённой команде «Спартака» и Казахского альпинистского клуба под руководством Виталия Абалакова, в которую также входили Яков Аркин, Николай Гусак, Владимир Кизель, Константин Клецко, Иван Леонов, Сембай Мусаев, Юрий Тур, Урал Усенов и Лев Филимонов.
- 1959 год —  1-е место (высотный класс), первовосхождение на пик Ворошилова (ныне пик Ахмади Дониша), в группе под руководством Виталия Абалакова, в которую также входили Яков Аркин, Герман Аграновский, Николай Гусак, Геннадий Ильинский, Владимир Кизель, Иосиф Кахиани, Константин Клецко, Иван Лапшенков и Лев Филимонов.
- 1962 год —  3-е место (класс траверсов), траверс вершин пик Бородино — пик Ленинград, руководитель команды «Спартака», в которую входили Герман Аграновский, Борис Клецко и Игорь Рощин.
- 1964 год —  1-е место (класс траверсов), траверс вершин пик Энгельса — пик Маркса с подъёмом на пик Энгельса по северному ребру, руководитель команды «Спартака», в которую входили Герман Аграновский, Ясен Дьяченко, Геннадий Ильинский, Борис Клецко, Кир Коноплев и Юрий Устинов.
- 1966 год —  2-е место (класс траверсов), траверс вершин пик Четырёх — пик Корженевской, руководитель команды «Спартака», в которую входили Герман Аграновский, Геннадий Ильинский, Борис Клецко, Александр Колчин, Игорь Рощин, Константин Клецко, Юрий Устинов и Кир Коноплев.
- 1967 год —  2-е место (технический класс), восхождение на вершину Маашей по северной стене, руководитель команды Ленинграда, в которую входили Кир Коноплев, Юрий Устинов и Андрей Ильин.
- 1968 год —  1-е место (высотный класс), восхождение на пик Коммунизма по северо-восточному ребру, руководитель команды «Спартака», в которую входили Александр Колчин, Герман Аграновский, Геннадий Ильинский, Константин Клецко, Борис Клецко, Кир Коноплев и Юрий Устинов.